# 鉄町

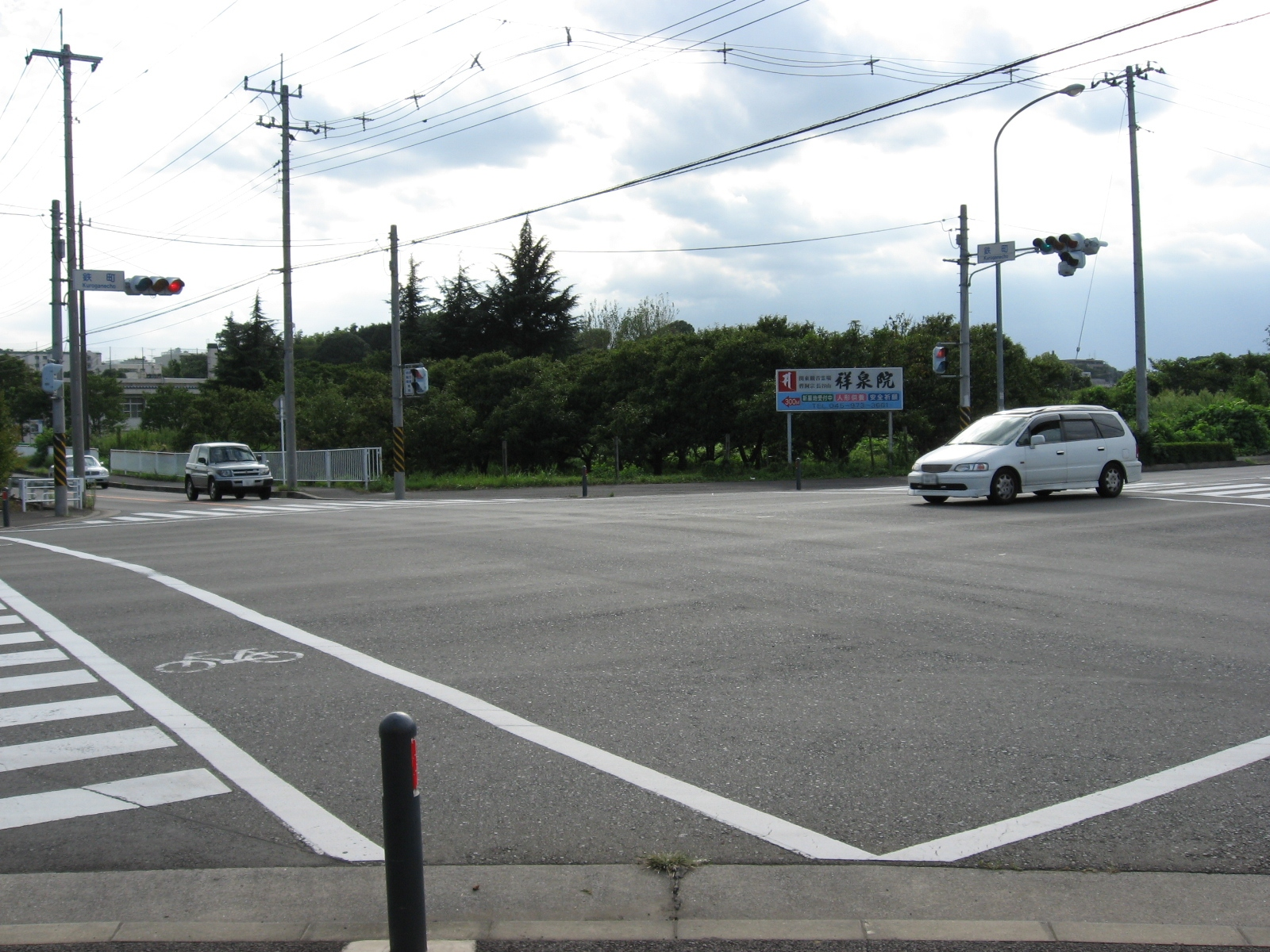
横浜上麻生道路鉄町交差点

鉄町（くろがねちょう）は、神奈川県横浜市青葉区の地名。「丁目」の設定のない単独町名である。住居表示未実施区域。

## 地理
横浜市青葉区東部に位置する、鶴見川左岸の地域である。
地域の中央に桐蔭学園、東部に横浜総合病院、南部に横浜市立鉄小学校があり、南部には横浜上麻生道路が横断する。また、横浜上麻生道路の環状4号入口交差点は、環状4号線の北の起点となっている。地域の南端を鶴見川、東端を黒須田川が流れている。
東は大場町・黒須田・市ケ尾町、西は寺家町・鴨志田町、南はたちばな台・上谷本町、北はもみの木台・川崎市麻生区早野と接している。
黒須田川沿いの部分を除いて桐蔭学園の校地も含め市街化調整区域である。

### 字
久保田、榎戸、宮前、上耕地、川久保、広町、三郷前、中耕地、芝間、子金岡、中郷、歌川、稲荷谷、下谷戸、台田、神明谷、三ツ郷、伊勢園、宮ノ久保、富士見岡、宮東、仙ケ町、荒戸、上ノ谷戸、開戸、矢崎原、乾領園、金水谷戸、堀切、中西、大久保、中ノ谷、中東、世次谷戸、風向、奥谷、富士塚台

## 歴史

### 沿革
- 1868年（慶応4年）6月17日 - 廃藩置県により神奈川府を設置。神奈川府都筑郡鉄村となる。
- 1868年（明治元年）9月1日 - 神奈川府が神奈川県となり、神奈川県都筑郡鉄村となる。
- 1889年（明治22年） - 都筑郡市ケ尾村、鴨志田村、上谷本村、下谷本村、成合村、寺家村、黒須田村、大場村、西八朔村、北八朔村、小山村、青砥村および下麻生村の一部と合併し、都筑郡中里村大字鉄となり、旧下麻生村字押切の飛地を編入する。
- 1939年（昭和14年）4月1日 - 横浜市に編入し、新市域の一部より港北区となる。また、大字が町となり、横浜市港北区鉄町となる[5]。
- 1969年（昭和44年）10月1日 - 港北区から緑区が分区。横浜市緑区鉄町となる[6]。
- 1973年（昭和48年）10月26日 - 土地区画整理事業（嶮山第一）[7]に伴い、一部を黒須田町、新設されたすすき野 一丁目、すすき野二丁目、すすき野三丁目、もみの木台に編入する[8]。
- 1994年（平成6年）11月6日 - 港北区と緑区を再編し、青葉区と都筑区を新設。横浜市青葉区鉄町となる。

### 町名の変遷
| 実施後 | 実施年月日     | 実施前（各町名ともその一部） |
| ------ | -------------- | ---------------------------- |
| 鉄町   | 昭和14年4月1日 | 大字鉄                       |

## 世帯数と人口
2025年（令和7年）6月30日現在（横浜市発表）の世帯数と人口は以下の通りである。
| 町丁 | 世帯数    | 人口    |
| ---- | --------- | ------- |
| 鉄町 | 1,182世帯 | 2,538人 |

### 人口の変遷
国勢調査による人口の推移。
| 年                 | 人口  |
| ------------------ | ----- |
| 1995年（平成7年）  | 2,740 |
| 2000年（平成12年） | 2,635 |
| 2005年（平成17年） | 2,921 |
| 2010年（平成22年） | 2,890 |
| 2015年（平成27年） | 2,935 |
| 2020年（令和2年）  | 2,925 |

### 世帯数の変遷
国勢調査による世帯数の推移。
| 年                 | 世帯数 |
| ------------------ | ------ |
| 1995年（平成7年）  | 811    |
| 2000年（平成12年） | 861    |
| 2005年（平成17年） | 943    |
| 2010年（平成22年） | 934    |
| 2015年（平成27年） | 968    |
| 2020年（令和2年）  | 1,037  |

## 学区
市立小・中学校に通う場合、学区は以下の通りとなる（2024年11月時点）。
| 番地                     | 小学校             | 中学校                 |
| ------------------------ | ------------------ | ---------------------- |
| 2202〜2204番地           | 横浜市立嶮山小学校 | 横浜市立すすき野中学校 |
| 1〜2201番地 2205番地以降 | 横浜市立鉄小学校   | 横浜市立みたけ台中学校 |

## 事業所
2021年（令和3年）現在の経済センサス調査による事業所数と従業員数は以下の通りである。
| 町丁 | 事業所数  | 従業員数 |
| ---- | --------- | -------- |
| 鉄町 | 122事業所 | 3,250人  |

### 事業者数の変遷
経済センサスによる事業所数の推移。
| 年                 | 事業者数 |
| ------------------ | -------- |
| 2016年（平成28年） | 117      |
| 2021年（令和3年）  | 122      |

### 従業員数の変遷
経済センサスによる従業員数の推移。
| 年                 | 従業員数 |
| ------------------ | -------- |
| 2016年（平成28年） | 3,064    |
| 2021年（令和3年）  | 3,250    |

## バス停

### 上鉄鴨志田口停留所
- 小田急バス新百合ヶ丘営業所
  - 市が尾駅行
  - 柿生駅北口行
  - 寺家ふるさと村循環
  - 桐蔭学園行
  - こどもの国行（休日1往復のみ）
- 東急バス青葉台営業所・虹が丘営業所
  - 青葉台駅行
  - 市が尾駅行
  - 鉄町行
  - 寺家町循環
  - 桐蔭学園前行
  - 中山駅北口行
  - 奈良北団地折返場行

### 鉄町停留所
- 小田急バス新百合ヶ丘営業所
  - 市が尾駅行
  - 柿生駅北口行
  - 寺家ふるさと村循環
  - 桐蔭学園行

## 施設
- 横浜さくら幼稚園
- 横浜市立鉄小学校
- 桐蔭学園 - 幼稚園から大学院を擁する学校法人。広大なキャンパスを持つ。
- 多摩大学目黒中学校・高等学校 あざみ野セミナーハウス - グラウンド、教室、体育館、宿泊設備を有する。
- 横浜総合病院 - 300床を有する大病院。
- 青葉警察署 鉄町交番
- 文学碑 - 大正年間、佐藤春夫が住み『田園の憂鬱』を書いた。

## その他

### 日本郵便
- 郵便番号 : 225-0025[3]（集配局：青葉郵便局[18]）

### 警察
町内の警察の管轄区域は以下の通りである。
| 番・番地等 | 警察署     | 交番・駐在所 |
| ---------- | ---------- | ------------ |
| 全域       | 青葉警察署 | 鉄町交番     |